# Rhinoceros 3D
Rhinoceros (Rhino) — комерційна NURBS-орієнтована програма для тривимірного моделювання, розроблена Робертом МакНілом (Robert McNeel & Associates). Дане програмне забезпечення здебільшого використовується для промислового дизайну, архітектури, ювелірного дизайну, дизайну транспортних засобів, САПР, швидкого прототипування, зворотної розробки, а також у галузях мультимедіа і графічного дизайну.

## Формат файлів
Формат файлу Rhino (*.3dm) є корисним для обміну NURBS геометрією. Розробники Rhino вперше запропонували технологію openNURBS Initiative задля забезпечення розробникам комп'ютерного графічного ПЗ акуратного трансферу просторової геометрії між різними програмами.